# ビロバリド
ビロバリド（bilobalide、ビロバライド）は、イチョウ（Ginkgo biloba）に含まれる生理活性テルペントリラクトン（セスキテルペンラクトン）の一種である。

## 化学
ビロバリドはイチョウの葉に含まれるテルペノイド類の主要な構成成分である。根にも微量存在している。ビロバリドは炭素数15の骨格を有するセルキテルペノイドである。ファルネシル二リン酸からの正確な生合成経路は不明である。

## 生合成
ビロバリドおよびギンコリドは共に非常に似た生合成経路を有している。ビロバリドはギンコリドから部分的な分解によって生成する。ビロバリドはゲラニルゲラニルピロリン酸 (GGPP) に由来する。GGPPはファルネシル二リン酸 (FPP) のイソペンテニル二リン酸 (IPP) 単位への付加によって生成し、炭素数15のセスキテルペン (Sesquiterpene) となる。このような生成はメバロン酸経路 (MVA) および2-C-メチル-D-エリトリトール-4-リン酸/1-デオキシ-D-キシルロース-5-リン酸 (MEP) 経路（非メバロン酸経路）を経ている。ビロバリドを生成するために、炭素数20のギンコリド 13 が初めに形成されなければならない。GGPPをアビエテニルカチオン 5 に変換するためには、単一の二元機能触媒であるアビエタジエンシンターゼE1が必要である。しかしながら、転位、環切断、ラクトン環形成へのギンコリド構造の複雑性のため、ジテルペン 8 が説明のため代わりに使われている。レボピララジエン 6 およびアビエタトリエン 7 はギンコリドおよびビロバリド形成の前駆体である。このまれなtert-ブチル置換基は9のA環から形成される。ビロバリド 13 は次にギンコリド 12 の分解により炭素を失い形成され、ラクトンは残ったカルボキシル基とアルコール官能基から形成される。ビロバリドの最終産物はセスキテルペンと3つのラクトン環を含んでいる。

## 薬理学
ビロバリドはイチョウ抽出物の作用のいくつかに重要な成分であり、神経保護作用や肝臓の酵素CYP3A1および1A2を誘導する作用を示す。後者は部分的にイチョウおよびその他の植物薬あるいは医薬品との相互作用の原因となっている。ビロバリドドは最近GABAA受容体およびGABAA-ρ受容体のアンタゴニストであることが明らかにされている。GABAAのうち、ビロバリドはγ-アミノ酪酸受容体サブユニットα-1といった認知や記憶機能に主に関与しているサブユニットに対して選択的である可能性がある。